# Jesse Reeves
Jessica Miriam Reeves o Jesse Reeves es un personaje de ficción que aparece en las novelas de Anne Rice y en la película La reina de los Condenados interpretada por Marguerite Moreau, era una bruja anteriormente y luego es convertida en vampiro, siendo joven humana curiosa se une a Talamasca. Se encuentra en una sociedad secreta que investiga fenómenos paranormales, valiente y con un fuerte sentido de la justicia, pero también vulnerable a la influencia de los vampiros, se muestra humilde, tierna, bondadosa y es el amor de Lestat.

## En la novela

### Como humana
Jesse nació de Miriam Reeves, una joven de diecisiete años que fue violada por un hombre mayor no identificado. Miriam, embarazada de siete meses de Jesse, conducía un coche cuando tuvo un accidente. Miriam murió en el accidente, pero Jesse sobrevivió milagrosamente ilesa. Fue llevada a un hospital y permaneció sin nombre y abandonada durante dos semanas hasta que Maharet, una vampiresa y antepasada lejana, la reclamó como pariente de la antigua familia Reeves. Maharet llevó a Jesse a vivir con una pareja adinerada, Matthew y Maria Godwin, en Nueva York.
Jesse exhibió poderes sobrenaturales desde pequeña. Por ejemplo, veía con frecuencia fantasmas de personas y lugares destruidos hacía mucho tiempo. Jesse temía estas apariciones y le preocupaba que solo ella pudiera verlas. A los dieciséis años, vio el fantasma de su madre, Miriam, en su dormitorio, quien le dijo a Jesse que no les temiera a los fantasmas, ya que no podían hacerle daño. Jesse le confió sus preocupaciones y temores a Maharet, a quien consideraba una tía, por carta. Maharet le explicó que las videntes de espíritus eran comunes entre las mujeres de la Gran Familia, y que era un don que parecía venir con los atributos de ojos verdes, piel pálida y cabello pelirrojo. Instó a Jesse a que le escribiera siempre que se sintiera asustada por ello.
Maharet escribía con frecuencia y siempre compraba sus billetes de avión para visitar a otros miembros de la Gran Familia en Europa, África y Asia. Maharet también le ofreció a Jesse un apartamento en Nueva York y financió su matrícula en la Universidad de Columbia.
Aaron Lightener recluta a Jesse para la Talamasca mientras vive en Londres. A Maharet no le entusiasma saber que Jesse se unió a la Orden de Talamasca, pero después de que Jesse le diga que no les contará sobre la Gran Familia ni los extraños sucesos en el complejo de Sonoma, Maharet decide que no puede negarle a Jesse unirse a la Orden si eso la hace feliz.
En la novela, Jesse conoce a Lestat por primera vez en su concierto en San Francisco, se lanza a sus brazos y luego es apartada por los asistentes antes de ser asesinada por un vampiro al salir de la sala. También en la novela, Jesse tiene treinta y cinco años, es aprendiz de Talamasca y posee poderes psíquicos.

### En Talamasca
Al principio, Jesse trabaja en los archivos, traduciendo textos en latín. Más tarde, trabaja en el campo y la envían a casas embrujadas por toda Europa y Estados Unidos. Se reúne con David Talbot, el líder de la orden, quien le informa que los vampiros son reales y la envía a Nueva Orleans para investigar y documentar los sucesos del libro " Entrevista con el Vampiro". Durante su estancia en Nueva Orleans, rompe las estrictas normas de la Talamasca en casos relacionados con vampiros, lo que la lleva a encontrarse con el espíritu de Claudia, la hija vampira de Lestat y Louis. Esto termina con Jesse enferma durante semanas y su retirada del caso.
Más tarde, visita a Matthew y Maria en Nueva York, donde descubre el libro de Lestat, "El Vampiro Lestat" y su álbum, decide asistir a su concierto de 1985 en San Francisco. Viaja de Nueva York a California y se aloja un tiempo en la residencia de Sonoma, donde recuerda más de lo que sucedió aquel verano.
En el concierto en San Francisco, Jesse logra subir al escenario y se lanza contra Lestat. Sus sospechas se confirman: Mael y Maharet eran vampiros, tal como ella sabía que Lestat lo era. Tras ser arrastrada fuera del escenario, un vampiro la encuentra sentada en una puerta y la identifica como miembro de Talamasca. La lanza al otro lado de la sala, rompiéndole el cuello. Mael, quien estaba en el concierto para proteger a Jesse, la saca del hospital y le da toda la sangre que puede para mantenerla con vida. Jesse le pide a Mael que la convierta en vampiro, y justo antes de que lo haga, Maharet entra en la sala y lo hace en su lugar.

### Como vampira
Jesse asiste a la reunión en el complejo de Sonoma, donde descubre que es descendiente lejana de Miram, la hija biológica de Maharet y Khayman. Presencia la muerte de Akasha y convive brevemente con el Aquelarre de la Isla de la Noche, antes de marcharse a vivir con Maharet. Se presume que Jesse vive con Maharet, Mekare y Khayman estudiando los registros en sus remotos complejos selváticos hasta que llega el Príncipe Lestat, cuando David le envía mensajes telepáticamente pidiendo hablar con ella. Se reúne con David y Lestat en París y les cuenta los problemas que ocurren en la Gran Familia, el distanciamiento de Maharet de su familia mortal, el aislamiento mental de Mekare y los lapsus de memoria de Khayman y la posible destrucción de registros. En Trinity Gate, Jesse se angustia al enterarse del asesinato de Maharet y ella y David parten de Trinity Gate tras la formación del nuevo gobierno vampírico para recuperar lo que queda de los archivos de Maharet.
En la Comunión de Sangre, Jesse es una de las consejeras de Lestat en el castillo y en el techo del salón de baile, se revela al final de la novela, que aparece entre Sybelle y Rose.

## En la película
Jesse tiene poco más de veinte años, no posee poderes psíquicos y sigue siendo aprendiz de Talamasca, además sigue siendo sobrina de Maharet, quien es una vampira, al igual que su homóloga del libro, Jesse hace investigaciones de los vampiros hasta que se encuentra el diario de Lestat entregado por David, revelando los secretos de cómo fue el pasado de Lestat siendo humano después de que se convierta en vampiro eso la dejó una gran conmoción y curiosidad por lo que va al club nocturno llamado "Admiral's Arms" para ver a los vampiros, de pronto Lestat lo ve por primera vez y se encuentra con Jesse en un callejón frente a un club después de que él la salva de un trío de vampiros. Por un momento, parecía que la única razón por la que la salvó fue para poder drenarla él mismo, pero Lestat se siente intensamente atraído por ella y cuanto más se acerca al ver que Jesse le tiene miedo, ve su dulzura y ternura a la vez por su aroma cómo por su audacia lo seduce hasta beber la sangre de su dedo que adivinó su nombre y su investigación de leer su diario lo que él escribió, al obligarla a que hable más sobre él tras descubrir que trabaja para los talamascos la deja ir, no sin antes Jesse le pregunta sobre el violín que conserva eso conmovió a Lestat y a la vez más atraído por Jesse.
Tras este suceso, ella pronto viaja a Estados Unidos para el concierto, ya que Lestat se fue con su banda a cantar, luego en su apartamento Lestat y Jesse se reencuentran, ella le devuelve su diario. Durante ese tiempo, ambos se vuelven muy cercanos, Lestat y Jesse se enamoran al pasar juntos, ella le comparte su sueño con Lestat y él le muestra tanto la belleza como los horrores de ser un vampiro, hasta que Lestat le revela a Jesse que le fascina su fragilidad, sus escasos años y su buen corazón todo lo ve precioso extrañando él la mortalidad mientras que Jesse le contradice y desea ser vampiro, eso hizo enojar más Lestat. Unas noches después, Jesse asiste al concierto de Lestat, ella intenta advertirle de los ataques de los vampiros entre el público gritando su nombre, pero no funciona, aunque lestat se defiende muy bien gracias en compañía de Marius pero es secuestrado por Akasha.
Luego Jesse dormida es llevado a la mansión de su tía Maharet donde se encuentra con ella, sabiendo la respuesta que busca es descendiente del clan de la gran familia, tras  todos los vampiros se reúnen, de pronto aparece la reina Akasha (la reina vampiro) que ha hechizado a Lestat y lo ha convertido en su rey. Akasha ordena a Lestat que mate a Jesse y él obedece pero parece que no tiene intenciones de matarla pero es obligado, Jesse es consciente de que la reina le ha hecho algo a Lestat y está dispuesta a dejar que le drene toda su sangre lo cual eso lo libera, traspasando sus recuerdos y su luz interior de Jesse a Lestat. Tras beber su sangre, el hechizo se rompe y Lestat recupera la razón y cambia de parecer. Al hacerlo, él se enfurece profundamente por lo que Akasha le ha obligado a hacer se venga y lidera la carga contra la reina, mientras los demás vampiros la beben hasta dejarla seca. 
Tras la muerte de Akasha, Lestat triste acuna el cuerpo de su amor Jesse en sus brazos lamentándose, mira a Maharet que ahora es una estatua tras haber asumido la muerte de Akasha se convierte en la nueva reina de los vampiros estando dormida, Lestat sin poder vivir sin Jesse la convierte en vampiro, luego Lestat y Jesse siendo amantes regresan de londrés a Talamasca para visitar a David Talbot (el líder de la orden), devolviendo el diario de Lestat lo que se añadió más escrituras sobre la historia de los vampiros y el romance con Jesse, David le pregunta a Jesse sobre su transformación hasta despedirse de él ofreciéndole un abrazo pero David la rechaza dejándola herida, ambos se marchan juntos a la mansión y se dirigen a la ciudad tomados de la mano lo cual ha sido el anhelo de Lestat caminar con los vivos y Jesse siendo vampira cumplieron sus sueños feliz.

## Personajes relacionados
- Lestat de Lioncourt
- Maharet
- Marius de Romanus

## Apariciones en
- La Reina de los Condenados
- La Comunidad de la Sangre [2]